# نيديربرون ليه باينس
نيديربرون ليه باينس (بالفرنسية: Niederbronn-les-Bains)‏ هي بلدية تقع في إقليم الراين الأسفل من منطقة ألزاس في شمال شرق فرنسا. تبلغ مساحة هذه المدينة 31.4 (كم²)، وترتفع عن سطح البحر 192 م، يبلغ عدد سكانها 4484 نسمة حسب إحصاء المعهد الوطني للإحصاء والدراسات الاقتصادية سنة 2009 م. وترأس Frédéric Reiss البلدية خلال فترة (2008 - حتى عام 2014).

## أعلام
- سوزانا دي ديتريش
- إميل هاوغ

## وصلات خارجية
- صفحة البلدية على موقع المعهد الوطني للإحصاء والدراسات الاقتصادية (بالفرنسية)